# Bergstüb’l Josephskreuz

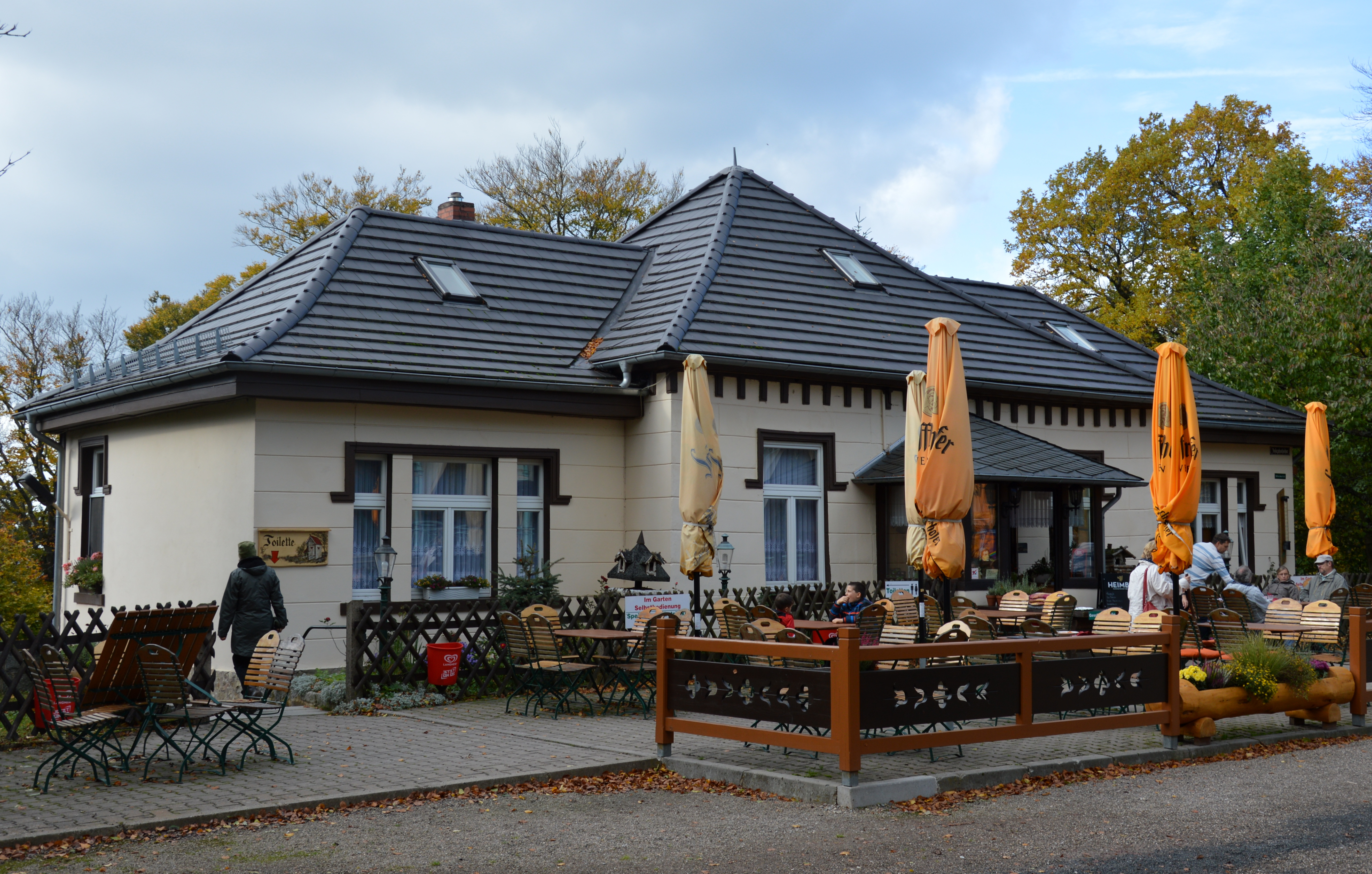
Bergstüb’l Josephskreuz

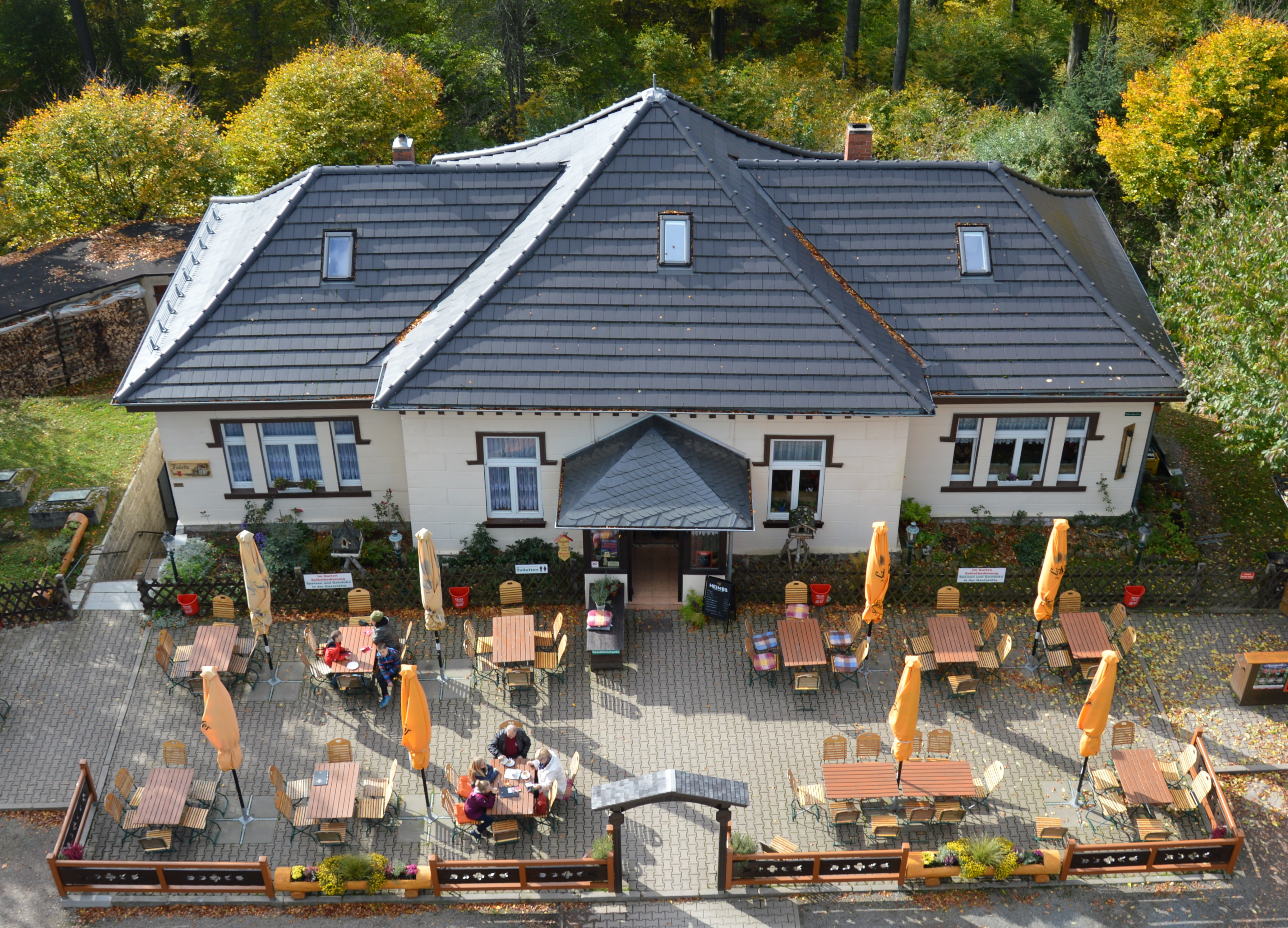
Blick vom Josephskreuz

Das Bergstüb’l Josephskreuz ist ein denkmalgeschütztes Gasthaus auf dem Großen Auerberg in der Gemeinde Südharz in Sachsen-Anhalt.

## Lage
Es befindet sich auf der Josephshöhe des Großen Auerbergs unmittelbar westlich zu Füßen des Josephskreuzes.

## Architektur und Geschichte
Das eingeschossige verputzte Gasthaus entstand im Jahr 1834 gemeinsam mit dem Bau eines hölzernen Vorgängerbaus des Josephskreuzes bereits als Ausflugsgaststätte. Der Entwurf der Gaststätte soll durch Karl Friedrich Schinkel erfolgt sein. Das Gebäude ist in einfachem klassizistischen Stil mit einem großen Mittelpavillon gestaltet. Auf der Rückseite des Hauses befindet sich unterhalb des Gebäudes ein Sanitärbau in Fachwerkbauweise.
Das Gebäude wurde als Gaststätte Josephshöhe betrieben, derzeit (Stand 2017) wird es als Ausflugsgaststätte Bergstüb’l Josephskreuz geführt. Die Gaststätte bietet 55 Plätze, der Biergarten weitere 90.
Im örtlichen Denkmalverzeichnis ist die Gaststätte seit dem 7. November 1996 unter der Erfassungsnummer 094 83938 als Baudenkmal verzeichnet. Die Gaststätte gilt als kulturell-künstlerisch sowie geschichtlich bedeutsam.